# Huddersfield Town Association Football Club
Huddersfield Town Association Football Club é um clube de futebol, da cidade de Huddersfield na Inglaterra. Atualmente disputa a EFL League One, a terceira divisão do futebol inglês. Em 1926 o clube foi o primeiro a ser campeão por três vezes consecutivas do campeonato inglês, um feito alcançado por apenas outros três clubes, porém nunca superado. Também foi vencedor da FA Cup em 1922.
Fundado em 1908, o clube alcançou o primeiro escalão inglês apenas três anos depois, chegando à final da FA Cup de 1920. Em 1926 se tornou a primeira força do futebol inglês ao ser campeão por três vezes seguidas, um feito até então nunca alcançado por clube qualquer. 
Em 27 de fevereiro de 1932 o clube alcançou seu recorde de público em toda história, conseguindo colocar 67.037 torcedores no acanhado estádio Leeds Road. O feito foi em um jogo da 6ª fase eliminatória da FA Cup, contra o Arsenal.
O declínio do clube veio após o fim da Segunda Guerra, sendo rebaixado em 1952, tendo passado pela Premier League apenas no ano de 1970. Desde então, vem jogando a segunda, terceira e até a quarta divisão inglesa.
Em 19 de novembro de 2011, o Huddersfield alcançou um recorde de 43 jogos consecutivos sem derrotas ao vencer o Notts County. A marca só não foi maior pois o clube viu a série invicta cair diante uma derrota por 2 a 0 para Charlton Athletic.
Em 29 de maio de 2017, sob o comando de David Wagner o Huddersfield garantiu a vaga para a Premier League após derrotar o Reading nos pênaltis após ficar 45 anos fora da elite. Na Premier League de 2017–18 ainda sob o comando de David Wagner, protagonizou uma das maiores surpresas da Premier League conseguindo evitar o rebaixamento tendo um dos piores elencos da liga.
Na Premier League de 2018–19 não conseguiu fazer um bom campeonato e foi rebaixado a 2ª divisão Inglesa.

## Centenário
O ano de 2008 marcou o centenário do Huddersfield, e o clube fez alguns eventos durante o ano. O jogo do centenário foi um amistoso contra o Arsenal durante a pré-temporada, o time londrino venceu por 2 a 1

## Títulos
| NACIONAIS | NACIONAIS                                  | NACIONAIS | NACIONAIS                  |
|           | Competição                                 | Títulos   | Temporadas                 |
| --------- | ------------------------------------------ | --------- | -------------------------- |
|           | Campeonato Inglês                          | 3         | 1923-24, 1924-25 e 1925-26 |
|           | Campeonato Inglês - Segunda Divisão acesso | 1         | 1969-70                    |
|           | Copa da Inglaterra                         | 1         | 1921-22                    |
|           | Supercopa da Inglaterra                    | 1         | 1922                       |
|           | Campeonato Inglês - Quarta Divisão Acesso  | 1         | 1979-80                    |